# حسن‌رود
حسن رود، روستایی از توابع بخش مرکزی شهرستان بندر انزلی در استان گیلان ایران است.

## جمعیت
این روستا در دهستان لیجارکی حسن رود قرار دارد و براساس سرشماری مرکز آمار ایران در سال ۱۳۸۵، جمعیت آن ۱٬۲۶۶ نفر (۳۹۱خانوار) بوده‌است.